# La Venta, Amozoc
La Venta är en ort i Mexiko.   Den ligger i kommunen Amozoc och delstaten Puebla, i den sydöstra delen av landet, 120 km öster om huvudstaden Mexico City. La Venta ligger 2 330 meter över havet och antalet invånare är 193.
Terrängen runt La Venta är varierad. Runt La Venta är det mycket tätbefolkat, med 2 614 invånare per kvadratkilometer. Närmaste större samhälle är Puebla de Zaragoza, 16,1 km väster om La Venta. Trakten runt La Venta består till största delen av jordbruksmark.